# 綠疣猴屬
綠疣猴屬是灵长目猴科疣猴亞科的一属，分布于非洲，包括以下几种：
- 红绿疣猴（Procolobus badius）
- 东方绿疣猴（Procolobus pennantii）
- 普氏绿疣猴（Procolobus preussi）
- 河绿疣猴（Procolobus rufomitratus）
- 苍白绿疣猴（Procolobus verus）